# 율촌 (기업)
주식회사 율촌은 경기도 시흥시에 본사를 둔 파이프 인발 기업이다.

## 연혁
- 1986.04: 율촌특수파이프 주식회사 설립
- 1994.06: 무역업 등록
- 1999.12: ISO 9002 인증
- 2004.09노동부 클린사업장 인정
- 2006.07: 혁신형 중소기업(INNO-BIZ)획득
- 2007.01: TS16949 인증 획득
- 2007.05: 기업부설연구소 설립
- 2008.03: ISO 14001 인증 획득
- 2010.02: 무계목 강관 사업 개시
- 2012.12:수출 1,000만 불 탑 수상(1,500만 불)
- 2013.01: 글로벌 강소기업 선정
- 2013.12: 녹색경영 우수중소기업(GREEN-BIZ)
- 2014.07:율촌 멕시코 법인 설립
- 2014.08: 율촌 멕시코 공장 100억원 투자 유치 성공
- 2015.05: 율촌 멕시코 공장 착공(사카데카스)[5]
- 2015.08: 독일 Thyssenkrupp 공정심사 통과
- 2015.12: 수출 2,000만 불 탑 수상
- 2016.03: 율촌 멕시코 공장 준공
- 2017.10: 뿌리기술 전문 기업 인증
- 2020.03: 모범납세자의 날 국세청장 표창
- 2022.09: 율촌폴란드 법인 설립
- 2023.09: 코스닥시장 상장[1]
- 2024.12: 율촌폴란드 공장 착공(브로츠와프)

## 내용주
1. ↑  유안타제8호기업인수목적 주식회사와 합병을 통해 코스닥 시장에 상장